# Beggars in Ermine
Pour plus de détails, voir Fiche technique et Distribution.
Beggars in Ermine est un film dramatique américain en noir et blanc réalisé par Phil Rosen, sorti en 1934.

## Synopsis
John "Flint" Dawson, directeur général de la Dawson Steel Company, ignore les recommandations de son assistant, James Marley, et rejette une proposition de fusion de son entreprise avec Combined Steel, car il craint que la fusion ne nuise aux travailleurs qui ont investi leurs économies dans des actions de l'usine. Cette nuit-là, John, qui est adoré par ses employés, perd ses deux jambes lorsqu'un ouvrier, que Marley venait de licencier pour avoir bu, renverse une cuve d'acier liquide près de lui. L'ouvrier tombe alors à la renverse et meurt, laissant les circonstances de l'accident quelque peu mystérieuses. À l'insu de John, Marley est employé par Combined Steel et a également une liaison avec sa femme Vivian. Après que John ait signé à l’hôpital une procuration à Vivian, Marley la convainc de promulguer la fusion, de vendre les actions familiales et de partir avec lui et sa fille Joyce pour l'Angleterre. À l'hôpital, John, désormais sans ressources, rencontre Marchant, un aveugle, et une fois rétabli, le rejoint comme vendeur de partitions dans la rue. Le duo voyage à travers l'Amérique et finit par créer une entreprise dans laquelle ils convainquent des milliers d'autres vendeurs de rue handicapés de verser un pourcentage de leurs gains à un fonds qui sera utilisé pour améliorer les conditions de vie des vendeurs. À cette époque, John apprend le suicide de Vivian et, sous le nom de Daniels, devient le tuteur de Joyce. Avec les bénéfices accumulés pendant quinze ans, John demande à son avocat d'acheter une quantité importante d'actions de Combined Steel et de les donner à Joyce. Au même moment, Marley, qui complote pour racheter les parts des travailleurs de la société, fait une offre sur les actions de la société. En contrepartie, Marley annonce que Combined Steel ne versera pas de dividendes trimestriels, ce qui provoque une chute des cours. Joyce, dont le petit ami Lee est le neveu de Marley, découvre alors l'identité de John et vend involontairement ses actions. Pour éviter le désastre, Marchant informe toutes les branches de son organisation que John a été nommé à la tête de Combined Steel et leur conseille d'acheter des actions de l'usine. Après une frénésie d'achat qui lui a sauvé la vie, John confronte Marley dans son bureau et l'accuse d'avoir assassiné Vivian. Alors qu'une foule d'ouvriers en colère se forme à l'extérieur du bâtiment, Marley se suicide pour éviter les poursuites. Rétabli dans ses fonctions de directeur de l'usine, John assure à ses ouvriers leur part dans l'entreprise et embrasse sa fille et son futur gendre.

## Fiche technique
- Titre original : Beggars in Ermine
- Titre français : Le Roi des mendiants
- Réalisation : Phil Rosen
- Scénario : Tristram Tupper, d'après le roman éponyme d'Esther Lynd Day
- Photographie : Gilbert Warrenton
- Son : John Stransky Jr.
- Montage : Jack Ogilvie
- Musique : Edward Ward
- Production : William T. Lackey
- Société de production : Monogram Pictures
- Société de distribution : Monogram Pictures
- Pays de production :  États-Unis
- Langue originale : anglais
- Format : Noir et blanc  — 35 mm — 1,37:1 — son mono
- Genre : drame
- Durée : 72 minutes
- Dates de sortie : 
  - États-Unis : 22 février 1934
  - France : 9 novembre 1934

## Distribution
- Lionel Atwill : John "Flint" Dawson, alias John Daniels
- Betty Furness : Joyce Dawson
- Henry B. Walthall : Marchant
- Jameson Thomas : James Marley
- James Bush : Lee Marley
- Astrid Allwyn : Vivian Dawson
- Tom London : un sidérurgiste